# Rogneda cincta
Rogneda cincta är en plattmaskart som beskrevs av Brunet 1969. Rogneda cincta ingår i släktet Rogneda och familjen Polycystididae. Inga underarter finns listade i Catalogue of Life.